# Micrurapteryx parvula
Micrurapteryx parvula är en fjärilsart som beskrevs av Hans Georg Amsel 1935. Micrurapteryx parvula ingår i släktet Micrurapteryx och familjen styltmalar.
Artens utbredningsområde är:
- Israel.
- Jordan.

Inga underarter finns listade i Catalogue of Life.